# Aleksej Sivakov
Aleksej Viktorovič Sivakov (in russo Алексей Викторович Сиваков?; Mosca, 7 gennaio 1972) è un ex ciclista su strada e dirigente sportivo russo, attivo dal 1996 al 2005.

## Biografia
Sposato con la collega Aleksandra Koljaseva, è il padre di Pavel Sivakov, a sua volta ciclista.

## Palmarès

### Strada
- 1994 (Dilettanti, una vittoria)

Classifica generale Tour de Serbie
- 1998 (BigMat-Auber 93, tre vittorie)

1ª tappa Circuito Montañés (Santander > Torrelavega)
2ª tappa Circuito Montañés (Santander > Cuesta de la Atalaya)
Classifica generale Circuito Montañés
- 2001 (BigMat-Auber 93, una vittoria)

Prix des Blés d'Or

#### Altri successi
- 1998 (BigMat-Auber 93)

Classifica a punti Circuito Montañés

## Piazzamenti

### Grandi Giri
- Giro d'Italia

1996: 70º
1997: 47º
- Tour de France

1998: 87º
1999: 93º
2001: 104º
- Vuelta a España

2002: 126º

### Classiche monumento
- Milano-Sanremo

1997: 86º
- Giro delle Fiandre

1996: 88º
- Parigi-Roubaix

1998: 26º
1999: 50º
2000: ritirato
2001: ritirato
2002: 37º
- Liegi-Bastogne-Liegi

1997: 63º
1999: 71º
- Giro di Lombardia

1997: ritirato

### Competizioni mondiali
- Campionati del mondo

Palermo 1994 - In linea Dilettanti: 11º
Bogotà 1995 - In linea Dilettanti: 115º
Lugano 1996 - Cronometro Elite: 31º
Lugano 1996 - In linea Elite: ritirato
San Sebastián 1997 - In linea Elite: 75º
Valkenburg 1998 - In linea Elite: ritirato
Verona 1999 - In linea Elite: ritirato
Plouay 2000 - In linea Elite: 96º